# Pierre de Monteruc
Pierre de Monteruc (zm. 30 maja 1385 w Awinionie) – francuski kardynał. Siostrzeniec papieża Innocentego VI.

## Życiorys
Urodził się na zamku Donzenac w diecezji Tulle. Studiował prawo cywilne na uniwersytecie w Tuluzie, uzyskując tytuł licencjata. Po wyborze jego wuja na papieża (1352) szybko awansował w hierarchii kościelnej. Między rokiem 1353 a 1355 otrzymał szereg beneficjów w Normandii, Flandrii i Katalonii, został też mianowany protonotariuszem apostolskim i kapelanem papieskim. 20 listopada 1355 dzięki rekomendacji papieża wybrano go biskupem Pampeluny, nominacja ta spotkała się jednak ze znacznym oporem ze strony mieszkańców Nawarry. Nigdy nie odwiedził swojej diecezji ani nie otrzymał sakry biskupiej, zarządzając diecezją poprzez wikariusza Eaimond Deffrans. 23 grudnia 1356 Innocenty VI mianował go kardynałem prezbiterem S. Anastasiae, zwalniając jednocześnie z biskupstwa w Pampelunie. Sprawował urząd wicekanclerza Stolicy Apostolskiej od 1361 roku. Uczestniczył w konklawe 1362 i konklawe 1370. Protoprezbiter Świętego Kolegium Kardynałów od 1367. Był jednym z głównych przeciwników powrotu papiestwa z Awinionu do Rzymu. W 1376 odmówił powrotu do Wiecznego Miasta wraz z papieżem Grzegorzem XI, za co ten zagroził mu pozbawieniem stanowiska wicekanclerza. Pozostał w Awinionie przez cały rok 1378, nie uczestnicząc w wyborze Urbana VI ani antypapieża Klemensa VII. Przyłączył się do obediencji antypapieża jako ostatni ze wszystkich kardynałów mianowanych przed schizmą, wydaje się jednak, że nie zerwał całkowicie z prawowitym papieżem Urbanem VI, gdyż nigdy nie został przez niego ekskomunikowany ani pozbawiony stanowisk i godności. Na początku 1385 roku ciężko zachorował, wskutek czego musiał zrezygnować z kierowania bieżącymi pracami Kancelarii Apostolskiej. Na 20 dni przed śmiercią sporządził testament. Został pochowany w klasztorze kartuzów w Awinionie.